# Karl-Heinz Kunde
Karl-Heinz Kunde   (Colònia, 6 de gener de 1938 - Colònia, 15 de gener de 2018) va ser un ciclista alemany, que fou professional entre 1962 i 1973. En el seu palmarès destaquen dos campionats alemanys de muntanya i el fet que va vestir el mallot groc del Tour de França durant quatre etapes en l'edició de 1966. La seva baixa estatura va fer que se l'anomenés el nan groc o el petit Kunde.
També practicà el ciclocròs i en retirar-se del ciclisme va obrir una botiga de bicicletes a la seva ciutat natal.

## Palmarès
- 1960
  - Vencedor d'una etapa de la Volta a Àustria
- 1963
  -  Campió d'Alemanya en ruta amateur
- 1963
  -  Campió d'Alemanya de muntanya
  - Vencedor d'una etapa de la Volta a Luxemburg
- 1966
  - 1r al Critèrium de Laval (amb Jan Janssen, Tom Simpson i Rolf Wolfshohl)
- 1970
  -  Campió d'Alemanya de muntanya

### Resultats al Tour de França
- 1964. 16è de la classificació general
- 1965. 11è de la classificació general
- 1966. 9è de la classificació general.  Porta el mallot groc durant 4 etapes
- 1967. Abandona (2a etapa)
- 1968. Abandona (20a etapa)
- 1972. 20è de la classificació general

### Resultats al Giro d'Itàlia
- 1967. Abandona
- 1968. 24è de la classificació general

### Resultats a la Volta a Espanya
- 1965. Abandona